# Moviment jueu lliberal de França
El Moviment Liberal Jueu de França (MJLF) (en francès: Mouvement juif libéral de France) és una associació cultural i religiosa liberal jueva afiliada a la Unió Mundial per al Judaisme Progressista. Fundat en 1977, el moviment promou la vida religiosa i cultural jueva mitjançant les seves dues sinagogues. El MJLF va ser creat al juny de 1977 per 50 famílies sota la direcció del rabí Daniel Farhi, el primer president Roger Benarrosh i Colette Kessler, directora d'educació. Diversos rabins han contribuït al desenvolupament del MJLF. Actualment, tres rabins lideren el moviment: Floriane Chinsky, Yann Boissière i Delphine Horvilleur.
El MJLF opera una sinagoga i una casa comunitària en el número 11 del carrer Gaston de Cavaillet en el districte 15, en el Front de Seine, a amb prou feines 100 metres del vell velòdrom d'hivern. Una segona sinagoga va ser creada en 1983 en l'est de París, es troba en el número 24 del carrer Surmelin en el districte 20.
L'organització realitza cursos, conferències i activitats, en el dia del llibre, i organitza fòrums i trobades inter-religioses. També edita la revista trimestral Tenoua, creada en 1981 pel rabí Daniel Farhi, i dirigida per la rabina Delphine Horvilleur.

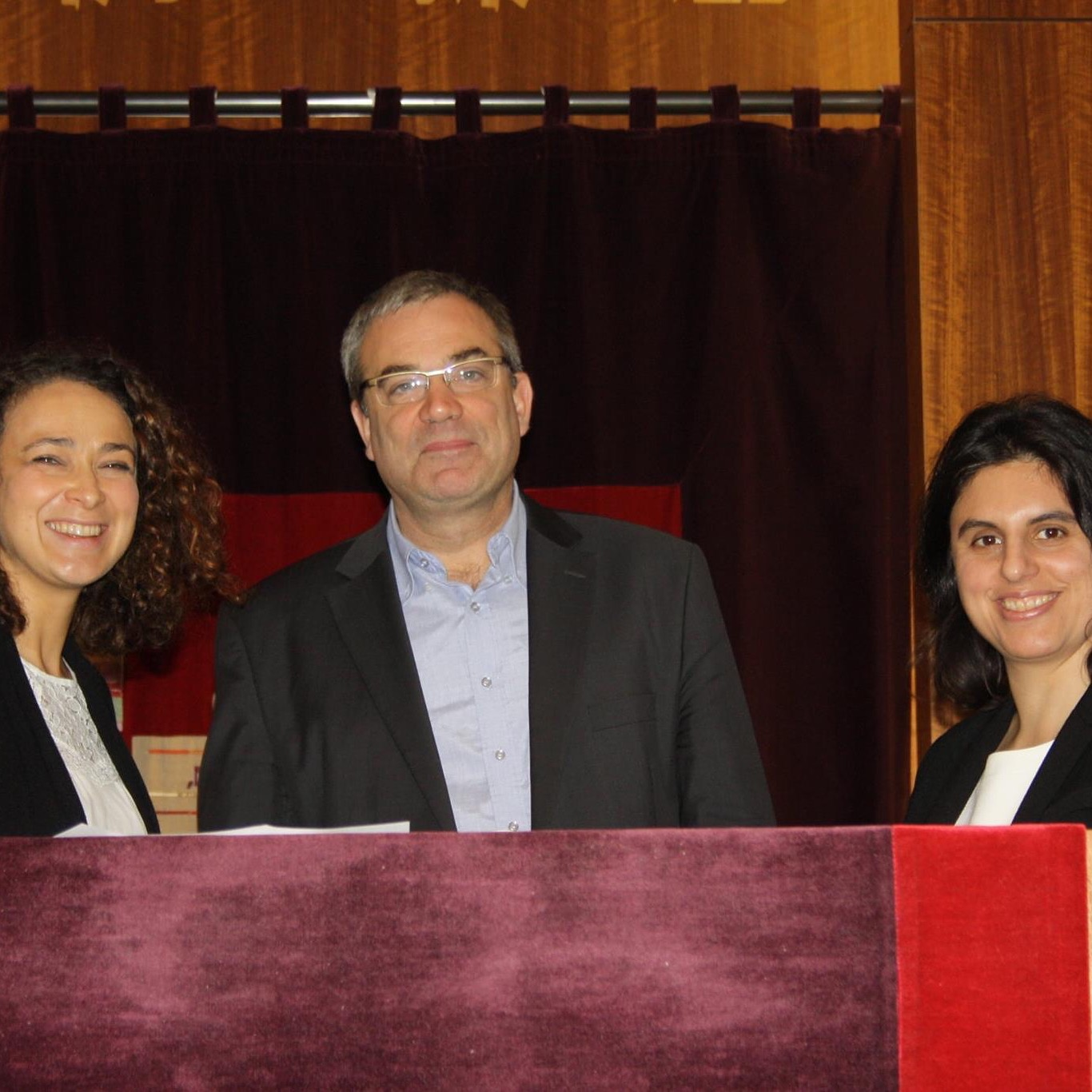
Delphine Horvilleur, yann Boissière, i Floriane Chinsky